# Tadeusz Matysek

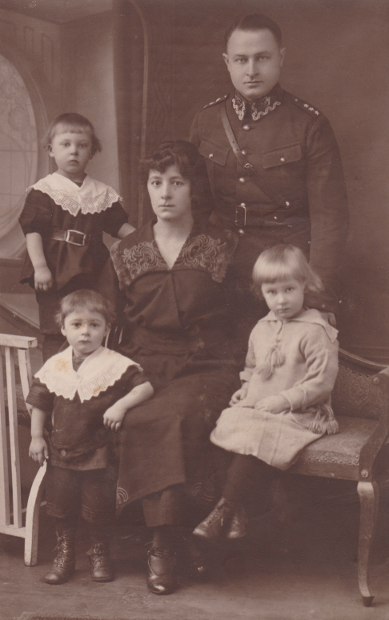
Tadeusz Matysek z rodziną

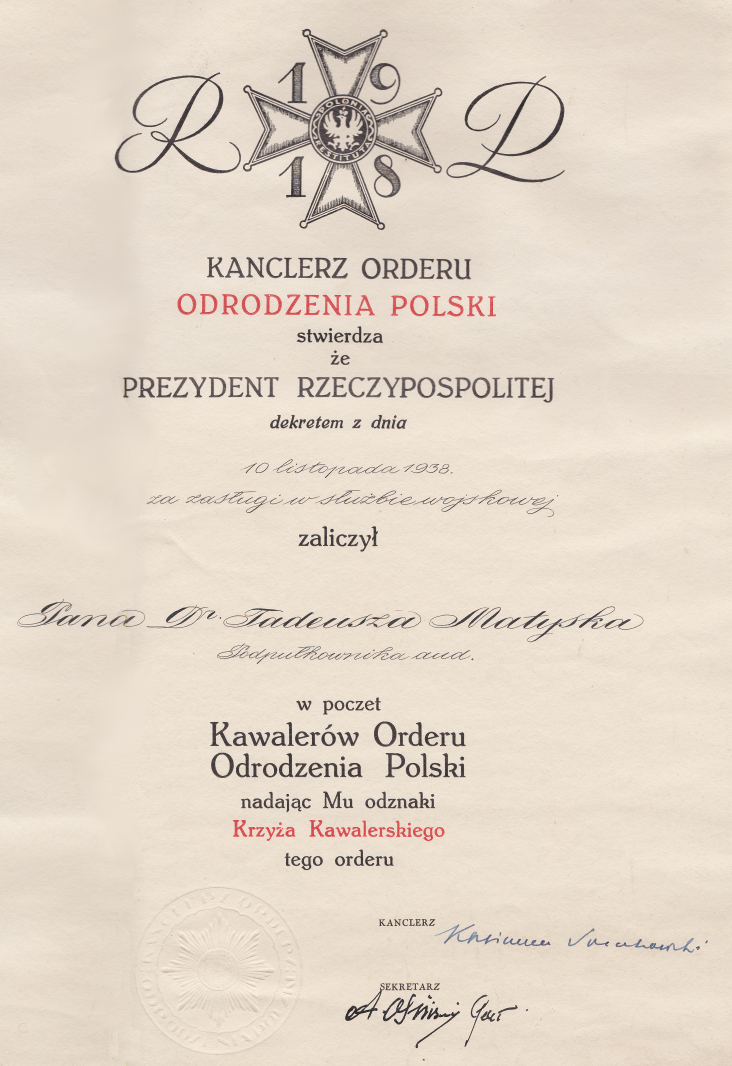
Dyplom wydany przez Kanclerza Orderu Odrodzenia Polski potwierdzający dekret prezydenta Rzeczypospolitej z 10 listopada 1938 roku o zaliczeniu ppłk dra Tadeusza Matyska w poczet Kawalerów Orderu.

Tadeusz Józef Matysek (ur. 17 września 1891 w Stróżach Wyżnych, zm. 27 września 1944 w Dössel) – doktor obojga praw (doctor utriusque iuris), podpułkownik audytor Wojska Polskiego.

## Życiorys
Urodził się w rodzinie Antoniego i Zofii z Drescherów; rodzina matki wywodziła się niemieckich kupców osiadłych w Krakowie. Ukończył studia na Wydziale Prawa Uniwersytetu Wiedeńskiego. Po studiach pełnił służbę w armii austro-węgierskiej. Został ranny w czasie I wojny światowej. Od 1918 służył w Wojsku Polskim. 1 listopada 1923 roku, jako kapitan rezerwy zatrzymany w służbie czynnej został odkomenderowany na trzy miesiące z Wojskowego Sądu Okręgowego Nr VIII w Grudziądzu do Wojskowego Sądu Rejonowego w Katowicach.
W tym okresie Matysek wszedł w osobisty konflikt z Józefem Piłsudskim. Piłsudski próbował wpłynąć na toczące się postępowanie sądowe, w którym oskarżony był jego znajomy. Matysek stanowczo odmówił Piłsudskiemu i wydał wyrok nie po myśli marszałka. W rezultacie zablokował sobie karierę.
Z dniem 15 stycznia 1926 roku został przeniesiony z Wojskowego Sądu Okręgowego Nr VIII do Prokuratury przy WSO Nr VIII na stanowisko podprokuratora. 11 grudnia 1931 roku Prezydent RP mianował go prokuratorem przy wojskowych sądach okręgowych, a minister spraw wojskowych przeniósł z WSO Nr VIII do Prokuratury przy WSO Nr VIII na stanowisko prokuratora. 12 marca 1933 roku został mianowany podpułkownikiem ze starszeństwem z 1 stycznia 1933 roku i 3. lokatą w korpusie oficerów sądowych. 31 sierpnia 1935 roku Prezydent RP zwolnił go ze stanowiska prokuratora przy wojskowych sądach okręgowych i mianował sędzią orzekającym w wojskowych sądach okręgowych, a minister spraw wojskowych przeniósł go do Wojskowego Sądu Okręgowego Nr IV w Łodzi na stanowisko szefa sądu. Na tym stanowisku pełnił służbę do 18 września 1939 roku.
Walczył w kampanii wrześniowej. Wzięty do niewoli niemieckiej. Jako oficer został początkowo umieszczony w Oflagu IV C w Colditz, a następnie przeniesiony do Oflagu VI B w Dössel.
Zginął 27 września 1944 wraz z 89 współtowarzyszami podczas zbombardowania przez lotnictwo brytyjskie baraków oflagu. Choć celem brytyjskiego ataku była stacja kolejowa w Nörde, piloci RAF-u omyłkowo zrzucili jedną bombę na obóz. Pochowany został na miejscowym cmentarzu.

## Ordery i odznaczenia
- Krzyż Kawalerski Orderu Odrodzenia Polski (10 listopada 1938)[11]
- Złoty Krzyż Zasługi (10 listopada 1928)[12]
- Srebrny Krzyż Zasługi
- Medal Pamiątkowy za Wojnę 1918–1921
- Medal Dziesięciolecia Odzyskanej Niepodległości

## Życie prywatne
12 stycznia 1913 roku w kościele św. Mikołaja we Lwowie wziął ślub z Izabelą Burke (1879–1971), córką Michała i Eugenii z Zarzyckich h. Nowina. Izabela od strony ojca pochodziła ze starego irlandzkiego-normandzkiego rodu Burke, który po przegranej wojnie dwóch królów na mocy Traktatu z Limerick w 1691 roku opuścił wyspę.
Irlandczycy przez kolejne stulecia służyli na kontynencie w armiach państw katolickich. Irlandzka historiografia określa ich mianem dzikich gęsi. Burke wyemigrowali do Hiszpanii, a następnie stamtąd jej część do Austrii.
Izabela dorastała w Zbarażu, gdzie znajdowała się przez pewien czas pod opieką wujostwa - braci Niementowskich. Następnie wyjechała do Wiednia; tam poznała przyszłego męża. Mieli troje dzieci: Marię (1919–1998) oraz bliźniaków: Zygmunta (zmarł w wieku dziecięcym) i Stanisława (1921–2002).